# Laird Hamilton
Laird Hamilton, nato Laird John Zerfas (San Francisco, 2 marzo 1964), è un surfista statunitense.
Viene considerato da molti il miglior surfista di Big Wave (onde che si aggirano intorno ai 15 metri e più) esistente. Le sue gesta sono narrate nello film documentario Riding Giants.
Il cognome "Hamilton" è stato adottato da Billy Hamilton dopo che il vero padre lasciò la madre. Laird si appassionò al Surf già da bambino stando a contatto con i più grandi Surfisti di onde giganti del periodo. La sua adolescenza fu difficile questo perché veniva allontanato dai compagni di classe che lo consideravano diverso. A lui si deve l'invenzione del Tow-In che permise di surfare onde giganti quindi sopra i 20 piedi (6,2 m)